# Casimir Tollet
Pour les articles homonymes, voir Tollet (homonymie).
Casimir Tollet, né le 15 août 1828 à Sandillon (Loiret) et mort le 21 mars 1899 à Paris 8e, est un ingénieur français, connu pour ses réalisations d'architecture hygiéniste dans les casernes et les hôpitaux. Concepteur du système Tollet, fondé sur l'aérisme pour combattre les miasmes, il a voulu construire des bâtiments hospitaliers pavillonnaires soumis aux connaissances médicales du moment sur la contagion. Par divers écrits, il a fait également œuvre d'historien de l'architecture hospitalière.

## Biographie
En 1882, il entreprend la construction de l'Hôpital civil et militaire de Montpellier, Hôpital civil et militaire Saint-Eloi appelé également Hôpital suburbain ou Nouvel hôpital Saint-Éloi qui sera achevé et inauguré par le président Sadi Carnot en 1891. En 1890, il se voit confier la construction de l'hôpital-hospice Saint Auban-Moët à Épernay.

En 1889 il remporte un prix à la dixième Exposition universelle de Paris où il est présent au Pavillon de l'Hygiène. Il a été aussi un historien de l'architecture hospitalière, et il publie en fin de carrière deux ouvrages importants « Les hôpitaux modernes au XIXe siècle », 1889 et « Les édifices hospitaliers depuis leur origine jusqu'à nos jours » 1892. Il connaît des difficultés professionnelles et financières, à la fin de sa vie et meurt en 1899.

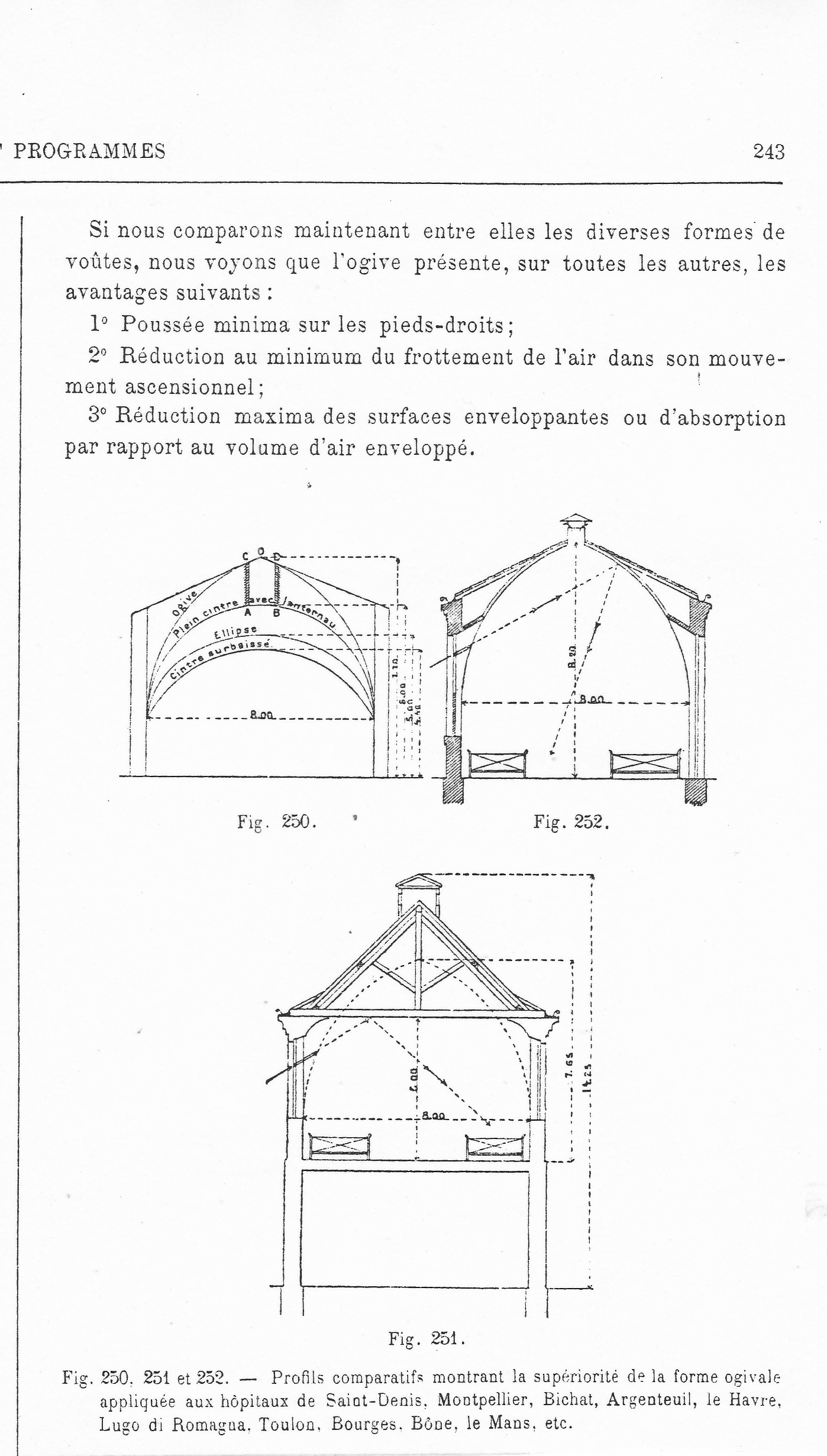
Casimir Tollet, Les édifices hospitaliers (...) p. 243

## Le «Système Tollet»

### Origines
Jusqu'aux découvertes de Pasteur la science médicale s'appuie sur Hippocrate qui met en avant comme facteur des épidémies l'air, l'eau et le sol, imputant les maladies telles que le choléra et la peste aux miasmes (mauvais air). Malgré les découvertes de Pasteur, qui établit dans le courant des années 1860 la relation entre le germe et la maladie (le terme de microbe apparaît en 1878), la construction des hôpitaux tout au long du 19e siècle s'inspire du rapport de l'Académie des Sciences de Jacques Tenon à la suite de l'incendie d'une partie de l'Hôtel-Dieu : la conception de l'hôpital doit avoir pour but la lutte contre les miasmes, facteurs de contagion et de contamination. L'ingénieur Tollet, dans la lignée de Tenon, a conçu l'hôpital comme une machine à guérir grâce à la circulation de l'air chasseur de miasmes d'où le terme d'aérisme. Cette architecture « pneumatique » est un élément de la guérison : « L'architecture partage et même prend le pouvoir médical ».

### Le système Tollet dans les politiques d'hygiène de la Troisième République
L'architecture hygiéniste s'était d'abord développée pour les casernes et les hôpitaux, elle concerna ensuite les écoles, les logements insalubres, l'habitat à bon marché et l'hygiène de masse. À partir de 1878, Émile Cacheux fit paraître une série d'ouvrages sur le logement ouvrier. Lui-même constructeur d'habitations à bon marché diffusa d'autres modèles de réalisation et notamment « les premiers types de maisons ouvrières standardisées construites avec des matériaux modernes qui existaient à l'époque, comme le système Tollet. Il reposait sur l'emploi des formes ogivales en fer à T distantes d'1 m et ayant 50 cm d'axe en axe ». 

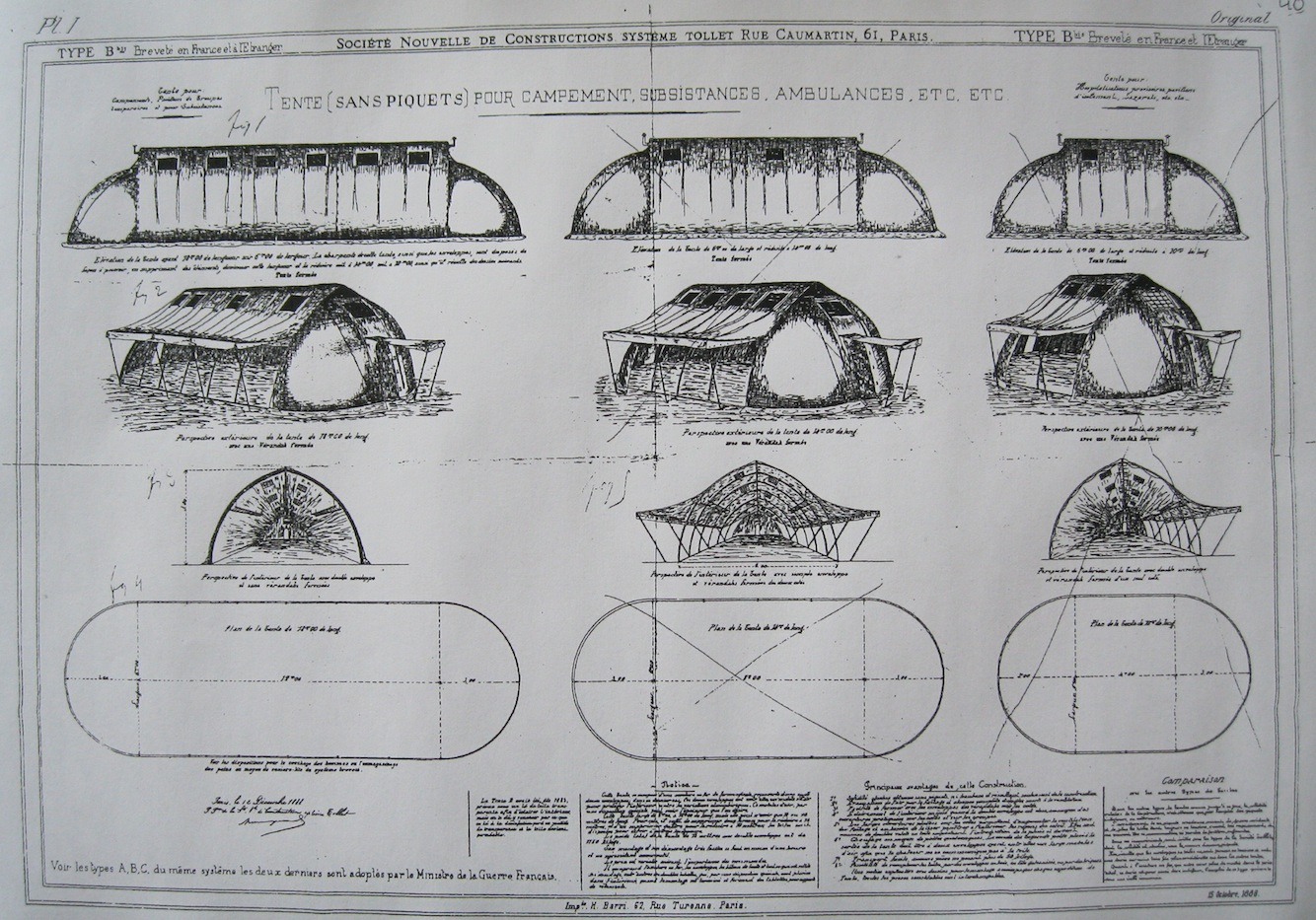
Tente Tollet : construction mobile pour ambulances et autres destinations. Brevet d'invention 161761 (additif 1888)

Le docteur en médecine Aimé Riant publia en 1874 un traité intitulé « Hygiène scolaire, Influence de l'école sur la santé des enfants ». Dans les éditions de 1880 et 1884 de ce traité sont présentées les innovations de la construction scolaire « Parmi celles-ci, on remarque l'application du système Tollet aux écoles avec des bâtiments possédant une ossature en fer de forme ogivale. Cette ossature recevait un remplissage en brique ou en béton formé de matières hydrofuges. Les croisées étaient simplement attachées aux fers de l'ossature ».
Dès 1881, comme en témoigne l'entête des courriers de la Société Anonyme de Constructions, Système Tollet, Casimir Tollet envisage pour ses constructions de multiples destinations : casernes, hôpitaux, hospices, maternités, ambulances, écoles, lycées, églises, écuries, étables, baraques mobiles, habitations ouvrières et agricoles, abattoirs, marchés, docks, hangars, petites gares, maisons de garde, etc. Il a conçu toutes les déclinaisons techniques et pratiques des théories aéristes reprises dans de nombreux domaines et en cela il a été un acteur important du courant hygiéniste du 19e siècle et son système a connu une renommée internationale.

## Écrits de Casimir Tollet
- Tollet, Casimir, Systèmes d'abris incombustibles pour l'établissement des camps et constructions civiles économiques, Paris, E. Lacroix, janvier 1872 , 10 p. In Recueil d'études sur l'organisation militaire 1872-1876
- Tollet, Casimir, Mémoire présenté au Congrès international d'hygiène de Paris en 1978, sur les logements collectifs, hôpitaux, casernes, etc., Paris, G. Masson, 1878, 16 p.
- Tollet, Casimir, Mémoire sur le casernement des troupes, Imprimerie de E. Capiomont et V. Renault, 1882, 32 p. Extrait des Mémoires de la Société des ingénieurs civils
- Tollet, Casimir, Étude d'un hôpital pour la ville de St-Étienne en réponse aux critiques formulées par M. le Dr Chavanis contre le système Tollet, Montpellier, Imprimerie de Hamelin frères, 1889, 15 p.
- Tollet, Casimir, De l'Assistance publique et des hôpitaux jusqu'au XIXe siècle : plan d'un hôtel-Dieu attribué à Philibert Delorme, Paris, L'auteur, 1889, IX-104 p., figures, plans. Une 2e édition de cette étude a été publiée en 1892 comme première partie de l'ouvrage catalogué sous le titre : Les Édifices hospitaliers depuis leur origine jusqu'à nos jours
- Tollet, Casimir, Les hôpitaux au XIXe siècle : études, projets, discussions et programmes relatifs à leur construction : l'hôpital civil et militaire de Montpellier, Paris, l'auteur, 1889, 266 p. (consultable sur Gallica)
- Tollet, Casimir, Le Chauffage et l'aération des habitations par M. C. Tollet, Le Mans, Imprimerie de E. Monnoyer, 1890, 4 p. Congrès international d'hygiène et de démographie de 1889
- Tollet, Casimir, Les édifices hospitaliers depuis leur origine jusqu'à nos jours - De l'assistance publique et des hôpitaux jusqu'au XIXe siècle - Les hôpitaux au XIXe siècle - Description de l'hôpital civil et militaire suburbain de Montpellier, Paris, 1892
- Tollet, Casimir, Hôpital-hospice Auban-Moët d'Epernay par C. Tollet, Paris, l'auteur, 1893 , 9 p., plans
- Tollet, Casimir, Les hôpitaux modernes au XIXe siècle : description des principaux hôpitaux français et étrangers les plus récemment édifiés, divisés en dix sections par contrées, études comparatives sur leurs principales conditions d'établissement, Paris : l'auteur, 1894, XI-334 p., figures, plans, tableau (consultable sur Gallica)
- Tollet, Casimir, Nouveau recueil de pensées : maximes sentences et proverbes, Paris, 1896

## Réalisations

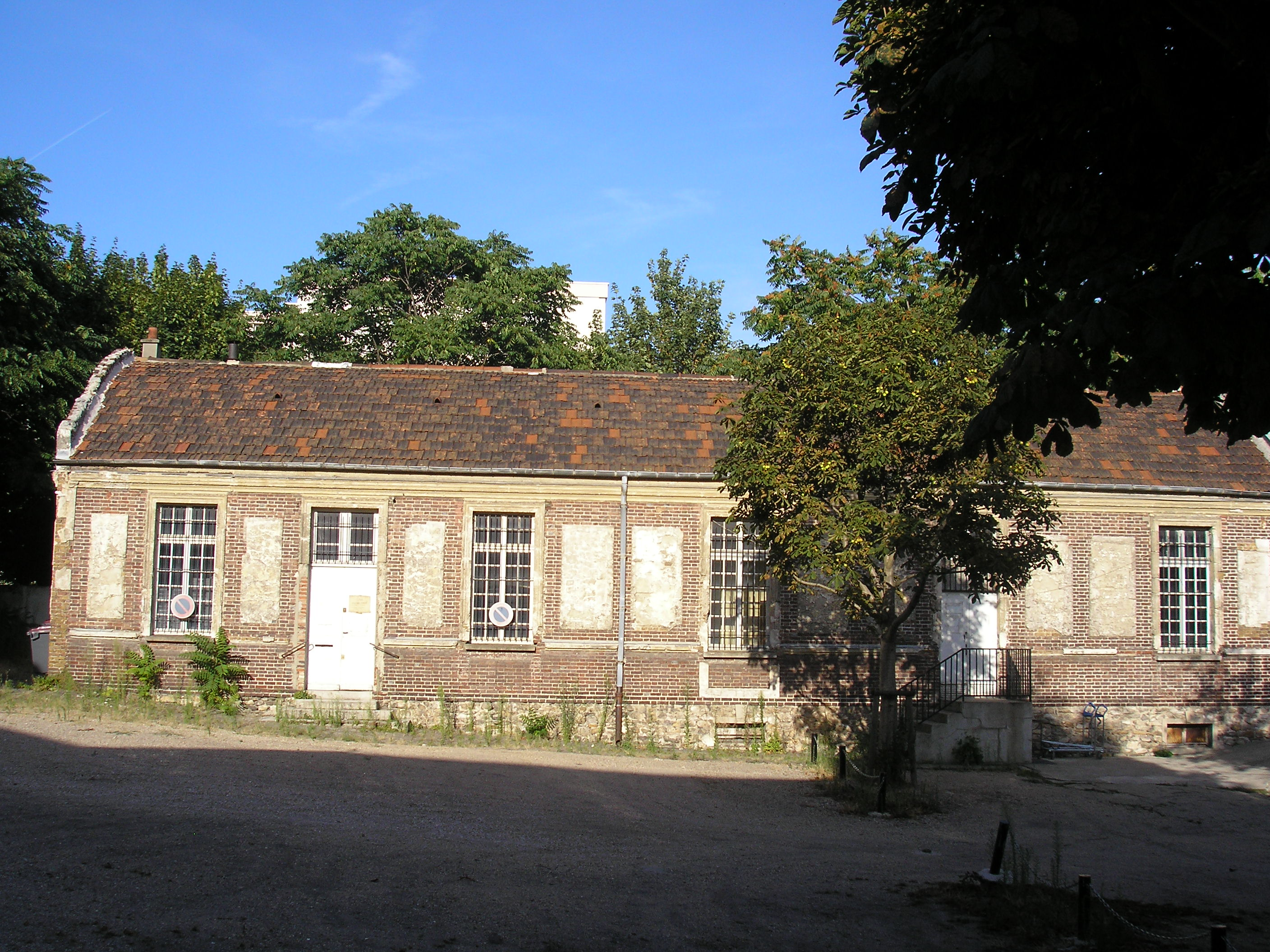
Pavillon des blessés de l'ancien Hôpital d'Argenteuil, construit par C.Tollet (1881-1883)

- Hôpital militaire de Bourges (1874-1878)
- Hôpital d'Argenteuil : Pavillon des blessés (1881-1883), pavillon de Chirurgie (1893-1995)[12]
- Hôpital Saint-Éloi à Montpellier (1882-1890)
- Hôpital-hospice Auban-Moët d'Épernay (1890-1893) 16 pavillons

## Distinctions
- Chevalier de l'ordre national de la Légion d'honneur, le 16 mars 1872
- Médaille d'or à l'Exposition universelle de 1878, Paris
- Officier de l'ordre national de la Légion d'honneur par décret du 2 juin 1890
- Chevalier de l'ordre royal de l'Étoile polaire et de l'ordre de Vasa (Suède)